# Мелаю-Ислам-Бераджа
Мелаю-Ислам-Бераджа (досл. Малайская исламская монархия; Джави: ملايو اسلام براج) — религиозно-идеологическое течение, ставшее официальной идеологией султаната Бруней. 

## История
Мелаю-Ислам-Бераджа было провозглашено национальной философией Бруней в день независимости 1 января 1984 года правящим монархом Хассаналом Болкиахом.

## Содержание
Мелаю-Ислам-Бераджа описывается как «смесь малайского языка, культуры и обычаев малайцев, изучения исламских законов и ценностей, а также монархической системы; это сочетание должно уважаться и практиковаться каждым».